# Electrofreezing
Electrofreezing ist ein Verfahren, durch das die Kristallisation von Wasser und anderen Flüssigkeiten beim Gefrierprozess gezielt durch das Anlegen eines elektrischen Feldes ausgelöst werden kann. Dieses physikalische Phänomen ist seit 1861 bekannt.
Beim Einfrieren von Flüssigkeiten unterscheidet man zwei Parameter:
- die Kühlrate, sie ist extern gut steuerbar
- den Zeitpunkt der Nukleation bzw. der Kristallisation; er ist in einem gewissen Rahmen eher zufällig und kann durch ein elektrisches Feld und damit durch Electrofreezing beeinflusst werden.

Electrofreezing könnte in der Kryonik, dem Einfrieren und Konservieren von Lebewesen, eine Rolle spielen, da die Entstehung von Eiskristallen bei diesem Prozess das Gewebe irreversibel schädigt.
Derzeit kann eine Kristallisation des Wassers bei sehr tiefen Temperaturen durch Vitrifizierung vermieden werden.